# Залесный (Ставропольский край)
Зале́сный — посёлок в Ипатовском районе (городском округе) Ставропольского края России.

## Географическое положение
Расстояние до краевого центра: 79 км. Расстояние до районного центра: 55 км.

## История
9 февраля 1972 годаУказом Президиума ВС РСФСР посёлок фермы № 4 совхоза «Большевик» переименован в Залесный.
До 1 мая 2017 года посёлок Залесный входил в упразднённый Большевистский сельсовет.

## Население
| 1989 | 2002 | 2010 | 2014 | 2023 |
| ---- | ---- | ---- | ---- | ---- |
| 349  | ↗359 | ↘308 | ↘300 | ↘268 |

По данным переписи 2002 года, 82 % населения — русские.

## Инфраструктура
Медицинскую помощь оказывает фельдшерско-акушерский пункт.
В Залесном 2 улицы — Песчаная и Профсоюзная. В 500 м к востоку от посёлка расположено общественное открытое кладбище площадью 4 200 м².

## Связь и телекоммуникации
В 2016 году в посёлке введена в эксплуатацию точка доступа к сети Интернет (передача данных осуществляется посредством волоконно-оптической линии связи).